# Death of a Pop Star
Albums par David Banner
The Greatest Story Ever Told
(2008) Sex, Drugs and Video Games
(2012)
Albums par 9th Wonder
Fornever
(2010) The Wonder Years
(2011)
Singles
1. Slow Down
Sortie : 19 novembre 2010
2. Be with You
Sortie : 23 novembre 2010

Death of a Pop Star est un album collaboratif de David Banner et 9th Wonder, sorti le 21 décembre 2010.
L'album s'est classé 41e au Top R&B/Hip-Hop Albums et 14e au Top Independent Albums.

## Liste des titres
| No  | Titre                                                | Contient un (des) sample(s) de           | Durée |
| --- | ---------------------------------------------------- | ---------------------------------------- | ----- |
| 1.  | Diamonds on My Pinky                                 |                                          | 2:19  |
| 2.  | No Denying (Channel 3)                               | Just Like a Lady de Barbara Jean English | 2:13  |
| 3.  | Mas 4                                                |                                          | 1:20  |
| 4.  | The Light                                            | Doggone de Love                          | 4:18  |
| 5.  | Slow Down (featuring Heather Victoria)               | On Impact des Whispers                   | 3:20  |
| 6.  | Be With You (featuring Ludacris et Marsha Ambrosius) | Be With Me de Tyrone Davis               | 3:21  |
| 7.  | Stutter (featuring Anthony Hamilton)                 |                                          | 3:25  |
| 8.  | Silly (featuring Erykah Badu)                        |                                          | 2:08  |
| 9.  | Something Is Wrong (featuring Lisa Ivey)             |                                          | 3:49  |
| 10. | Strange (featuring Big Remo)                         | Cry of a Dreamer des Sylvers             | 4:21  |

| 11. | Love Me Down             |  | 4:20 |
| 12. | Hip-Hop (featuring Mars) |  | 3:26 |
| 13. | Mas (Remix)              |  | 1:23 |